# Jūsen

Indice historique des prix du foncier du Japon (1965-2008).

Les jūsen (住専) sont des compagnies bancaires japonaises créées dans les années 1970 par les banques pour leur permettre de financer indirectement les prêts immobiliers aux ménages. 
À l'issue de l'effondrement de la bulle spéculative japonaise des années 1990, les jūsen ont toutes été liquidées par le gouvernement de Tomiichi Murayama et la note de 680 milliards de yens, présentée au contribuable japonais.
Durant les années du boom[Quand ?], une partie importante du financement des jūsen provenait des coopératives agricoles (Nokid) par l'intermédiaire des caisses de crédit agricole (Shinreri), et de la Banque Centrale Coopérative pour l'Agriculture et les Forêts (Norinchukin).